# Sorbus cinereopubescens
Sorbus cinereopubescens es una especie de planta del género Sorbus, perteneciente a la familia Rosaceae.

## Taxonomía
Sorbus cinereopubescens fue descrita por Hugh A. McAllister en 2005.

## Distribución
Se encuentra en el territorio de Pakistán y occidente del Himalaya.